# Franz Hillenkamp
Franz Hillenkamp (ur. 18 marca 1936 w Essen, zm. 22 sierpnia 2014 w Münsterze) – niemiecki chemik, od 1986 profesor biofizyki i fizyki medycznej Westfalskiego Uniwersytetu Wilhelma w Münsterze, znany głównie ze swoich badań nad matrycą jonizacyjną (MALDI) oraz technikami spektrometrii masowej. Jego wieloletnim współpracownikiem był Michael Karas.
W 1966 otrzymał doktorat na Uniwersytecie Technicznym w Monachium. W latach 1976-1986 
profesor biofizyki na Uniwersytecie Johanna Wolfganga Goethego we Frankfurcie nad Menem. W latach 1982-1986 profesor zwyczajny, Wydziału Medycznego Uniwersytetu Goethego.
Jest laureatem Karl Heinz Award Beckurts z 2003 r.